# 滝沢武雄
滝沢 武雄（たきざわ たけお、正字体：瀧澤 武雄、1921年4月12日 - 2022年6月6日）は、日本の歴史学者、早稲田大学名誉教授。日本貨幣史、東北史を研究した。

## 来歴
東京府北豊島郡滝野川町（現・東京都北区）出身。1943年早大文学部史学科国史学卒、1947年同大学院中退。早大文学部助教授、1971年教授、1992年定年退任、名誉教授。1996年春、勲四等旭日小綬章受勲。

## 著書
- 『日本貨幣史の研究』校倉書房　1966
- 『日本の貨幣の歴史』吉川弘文館・日本歴史叢書 1996
- 『売券の古文書学的研究』東京堂出版　2006

### 共編著
- 『古文書集3』編　早稲田大学出版部　1986
- 『史籍解題辞典』竹内理三共編　東京堂出版　1985-1986
- 『近世古文書集』編　早稲田大学出版部　1991
- 『中近世の史料と方法 論集』編　東京堂出版　1991
- 『貨幣』西脇康共編　東京堂出版　日本史小百科　1999